# Frizer
Frizer ili frizerka je stručnjak za njegu, šišanje i oblikovanje kose. Da bi frizura bila funkcionalna, frizer treba poznavati kosti glave, oblik lica, osobni stil klijenta i treba znati koju frizuru preporučiti klijentu i napraviti preporučenu ili zatraženu frizuru.

## Zadatci
Frizeri rade u frizerskim salonima. Savjetuju svoje klijente i daju preporuke za pranje kose i oblikovanje frizure. Osim toga prodaju proizvode za njegu kose. Aktivnosti frizera uključuju:
- pranje
- šišanje
- bojanje (kosa, trepavice, obrve)